# Scamorza

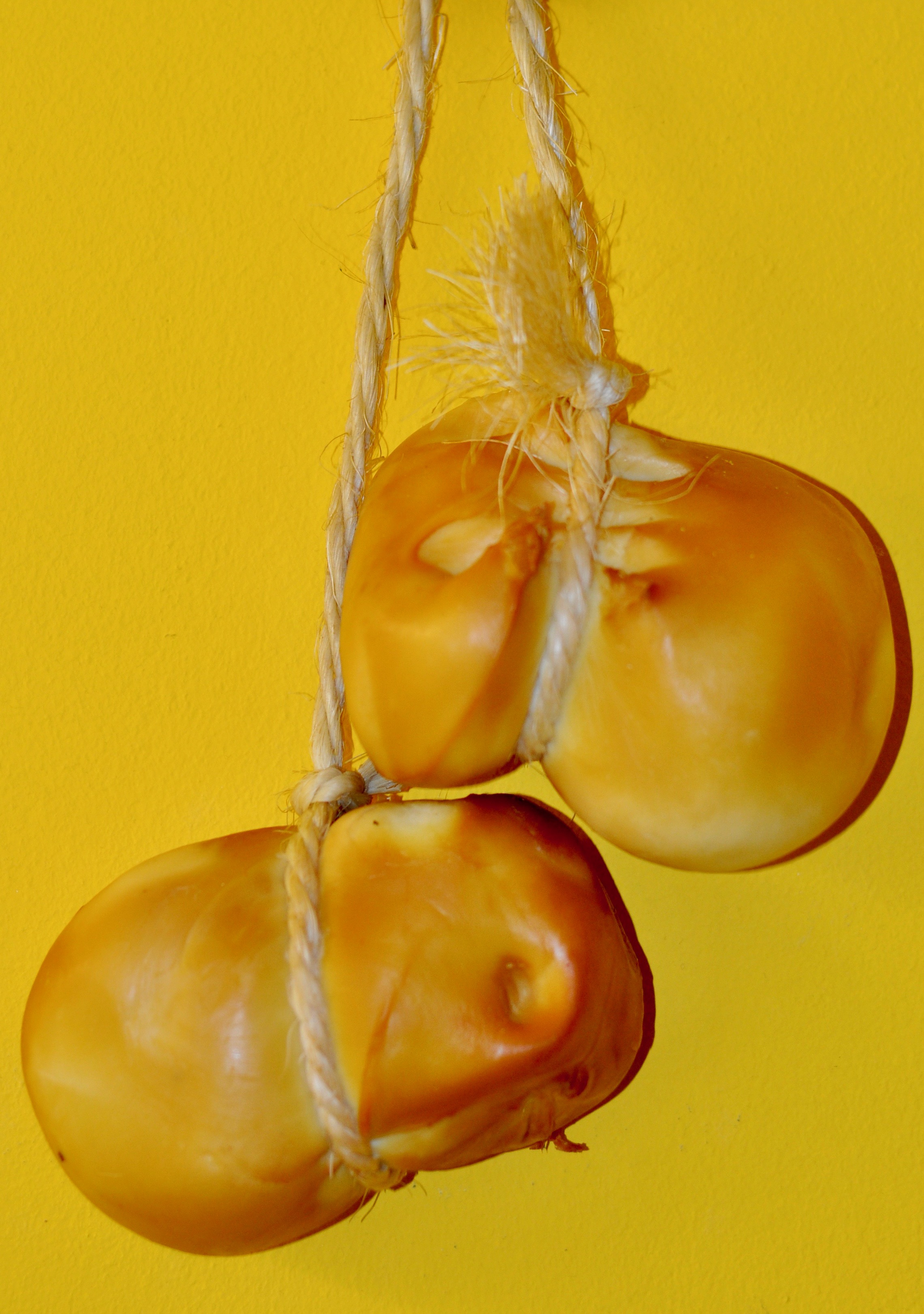
Scamorza en el que se puede ver un corte con su piel ahumada.

La scamorza es un queso semi-duro típico de la cocina italiana elaborado con leche de vaca y leche de cabra. Se puede elaborar de otras leches de animales, pero es menos común. Se trata de un queso muy similar a la mozzarella.

## Elaboración
Se elabora este queso a partir de la cuajada de leche y luego se cura al aire. Existen versiones de este queso ahumadas.

## Usos
Se dice que es un queso para cocinar con mejores propiedades que la mozzarella. Puede hacer además de sustituto en la mayoría de los platos. Si se empleara la variedad ahumada, daría un gusto de fondo interesante.